# Насо Джорлев
Насо Стойков Джорлев е български революционер, деец на Вътрешната македоно-одринска революционна организация.

## Биография
Насо Джорлев е роден в 1877 година в град Кукуш, тогава в Османската империя, днес Килкис в Гърция. Завършва първи гимназиален клас и работи като обущар. В 1893 година лежи в затвора. Влиза във ВМОРО в 1895 година и действа като легален деец в града до Младотурската революция в 1908 година. При избухването на Балканската война в 1912 година е доброволец в Македоно-одринското опълчение и служи в Нестроевата рота на 13-а кукушка дружина. Попада в гръцки плен и лежи в затвора. След освобождаването си емигрира в останалата в България Струмица.
На 23 март 1943 година, като жител на Струмица, подава молба за българска народна пенсия, която е одобрена и пенсията е отпусната от Министерския съвет на Царство България.
Има син Тодор, роден в 1921 година.